# Wolne duchy
Wolne duchy – singel supergrupy Męskie Granie Orkiestra 2024, w skład której weszli Daria Zawiałow, Mrozu i Kacperczyk. Singel został wydany 11 czerwca 2024 jako hymn festiwalu Męskie Granie 2024.
Piosenka była nominowana do nagrody polskiego przemysłu fonograficznego Fryderyka w kategorii „singiel roku pop”.
Kompozycja znalazła się na 2. miejscu listy OLiA, najczęściej odtwarzanych utworów w polskich rozgłośniach radiowych. Nagranie otrzymało w Polsce status złotego singla, przekraczając liczbę 25 tysięcy sprzedanych kopii.

## Geneza utworu i historia wydania
Utwór napisali i skomponowali Daria Zawiałow, Łukasz Mróz, Maciej Kacperczyk, Paweł Kacperczyk, Arkadiusz Sitarz i Robert Krawczyk.
Singel ukazał się w formacie digital download 11 czerwca 2024 w Polsce za pośrednictwem wytwórni płytowej Sony Music Entertainment Poland w dystrybucji SBM Label.
W marcu 2025 utwór uzyskał nominację do nagrody Fryderyka w kategorii „singiel roku pop”.

## „Wolne duchy” w stacjach radiowych
Nagranie było notowane na 2. miejscu w zestawieniu OLiA, najczęściej odtwarzanych utworów w polskich rozgłośniach radiowych.

## Teledysk
Do utworu powstał teledysk w reżyserii Krzysztofa Grajpera, który udostępniono w dniu premiery singla za pośrednictwem serwisu YouTube.

## Lista utworów
- Digital download[2]

1. „Wolne duchy” – 3:05

## Notowania

### Pozycja na liście sprzedaży
| Kraj   | Lista (2024)             | Najwyższa pozycja |
| ------ | ------------------------ | ----------------- |
| Polska | OLiS – single w streamie | 37                |

### Pozycja na liście airplay
| Kraj   | Lista (2024)                   | Najwyższa pozycja |
| ------ | ------------------------------ | ----------------- |
| Polska | OLiS – oficjalna lista airplay | 2                 |

### Pozycja na liście rocznej
| Kraj   | Lista (2024)                   | Pozycja |
| ------ | ------------------------------ | ------- |
| Polska | OLiS – oficjalna lista airplay | 25      |

## Certyfikaty
| Kraj          | Certyfikat  | Sprzedaż |
| ------------- | ----------- | -------- |
| Polska (ZPAV) | złota płyta | 25 000+  |

## Wyróżnienia
| Rok  | Konkurs                  | Kategoria                   | Rezultat    |
| ---- | ------------------------ | --------------------------- | ----------- |
| 2024 | Gorąca 100               | 100 największych hitów 2024 | 42. miejsce |
| 2024 | Przebój roku RMF FM 2024 | Przebój roku                | 39. miejsce |
| 2025 | Fryderyki 2025           | Singiel roku pop            | Nominacja   |